# Effetti visivi
Gli effetti visivi, comunemente abbreviati con VFX (Visual Effects) o semplicemente FX, sono vari processi con cui un'immagine è creata e/o modificata, fuori dal contesto di una ripresa live action. Gli effetti visivi, riguardano l'integrazione di riprese live action e immagini generate per creare ambienti che sembrano realistici ma che potrebbero essere troppo pericolosi, costosi o semplicemente impossibili riprendere dal vivo. Gli effetti visivi con immagini generate mediante la Computer-generated imagery (CGI) sono diventati sempre più comuni nei film con grandi budget e, recentemente, sono diventati accessibili anche a cineasti amatoriali, grazie all'introduzione di software di animazione e compositing a prezzi ragionevoli.

## Timing
Gli effetti visivi sono spesso parte integrante della storia e del fascino di un film. Sebbene la maggior parte degli effetti visivi, sono elaborati durante la fase di post-produzione, di solito devono essere attentamente pianificati e scenografati in pre-produzione e produzione. Gli effetti visivi sono studiati e modificati in post-produzione, con l'utilizzo di software per il disegno grafico, per la modellazione e l'animazione, mentre gli effetti speciali sono realizzati sul set, come le esplosioni, inseguimenti in auto e così via. Il supervisore agli effetti visivi di solito è coinvolto nella produzione sin dalle prime fasi della lavorazione, lavorando a stretto contatto con la produzione e il regista del film per ottenere gli effetti desiderati.

## Categorie
Gli effetti visivi possono essere divisi in almeno quattro categorie:
- Modelli: miniature, animatroni, animazioni a passo uno.
- Matte painting e immagini fisse: dipinti digitalmente o tradizionalmente o fotografie da usare come sfondi durante il compositing o come elementi per il rotoscope.
- Effetti live action: per il compositing di attori o modelli attraverso l'uso del greenscreen.
- Animazioni digitali: modellazione, computer graphics lighting, texturing, rigging, animazioni e rendering di personaggi 3D, effetti particellari, set digitali, sfondi.

## Figure professionali
Il 28 maggio 2008 la Visual Effects Society ha pubblicato un elenco di figure professionali per gli effetti visivi da utilizzare nei titoli dei film composto da oltre 100 voci, divise nelle seguenti categorie:
- Production Designer
- Facility - Production
- Facility - Digital Unit
- Motion/Performance capture unit
- VFX physical production unit
- Special effects unit
- Motion control unit
- Model/Miniature unit
- Stop motion unit
- Animatronics unit

## Evoluzioni
Con l'introduzione delle tecnologie di intelligenza artificiale e l'avanzamento dei motori di rendering real-time, il settore cinematografico sta introducendo effetti visivi che non necessitano di lavoro ulteriore per essere completati, il che implica la riduzione nell'utilizzo di alcune figure professionali impiegate sul set e nella fase di post-produzione. L'integrazione di set virtuali facilita il lavoro del regista, del direttore della fotografia e del team di produzione in quanto le immagini visibili in-camera sono quelle effettive.